# Kendo Kashin
Tokimitsu Ishizawa (石澤 常光, Ishizawa Tokimitsu), est un catcheur japonais plus connu sous le nom de Kendo Kashin (ケンドー・カシン, Kendō Kashin). Il est également un combattant d'arts martiaux martiaux, où il a notamment battu Ryan Gracie au sein de la PRIDE Fighting Championship.

## Palmarès

### En arts martiaux mixtes
| 7 combats      | 1 victoires | 5 défaites |
| Par KO         | 1           | 4          |
| Par soumission | 0           | 1          |
| Sur décision   | 0           | 0          |
| Égalités       | 1           | 1          |

| Résultat | Record | Adversaire        | Méthode                         | Événement                             | Date             | Round | Temps | Lieu       | Notes |
| -------- | ------ | ----------------- | ------------------------------- | ------------------------------------- | ---------------- | ----- | ----- | ---------- | ----- |
| Défaite  | 1-5-1  | Katsuyori Shibata | K.O. technique (coups de poing) | Dream 12 - The Cage of the Rising Sun | 25 octobre 2009  | 1     | 4:52  | Osaka      |       |
| Défaite  | 1-4-1  | Taiei Kin (en)    | K.O. (coup de pied à la tête)   | K-1 - Premium 2006 Dynamite!!         | 31 décembre 2006 | 1     | 2:48  | Osaka      |       |
| Défaite  | 1-3-1  | Carlos Newton     | K.O. technique (coups de poing) | K-1 - Hero's 7                        | 9 octobre 2006   | 1     | 0:22  | Yokohama   |       |
| Défaite  | 1-2-1  | Yoshihiro Akiyama | Soumission (étranglement)       | K-1 - Hero's 4                        | 15 mars 2006     | 2     | 1:41  | Tokyo      |       |
| Égalité  | 1-1-1  | Shingo Koyasu     |                                 | Inoki Bom-Ba-Ye 2001 - K-1 vs. Inoki  | 31 décembre 2001 | 5     | 3:00  | Saitama    |       |
| Victoire | 1-1    | Ryan Gracie       | K.O. technique (blessure)       | Pride 15 - Raging Rumble              | 29 juillet 2001  | 1     | 4:51  | Saitama    |       |
| Défaite  | 0-1    | Ryan Gracie (en)  | K.O. (coups de poing)           | Pride 10 - Return of the Warriors     | 27 août 2000     | 1     | 2:16  | Tokorozawa |       |

### En catch
- All Japan Pro Wrestling
  - 1 fois AJPW World Junior Heavyweight Championship
  - 1 fois AJPW World Tag Team Championship - avec Yuji Nagata
  - 1 fois AJPW All Asia Tag Team Championship - avec Nosawa Rongai
  - January 3 Korakuen Hall Junior Heavyweight Battle Royal (2003)[2]

- Catch Wrestling Association
  - 1 fois CWA Junior Heavyweight Championship

- Dramatic Dream Team
  - 1 fois DDT Extreme Division Championship

- European Wrestling Promotion
  - 1 fois EWP Intercontinental Championship[3]
  - 1 fois EWP Tag Team Championship - avec Toru Yano

- New Japan Pro Wrestling
  - 2 fois IWGP Junior Heavyweight Championship
  - 1 fois IWGP Junior Heavyweight Tag Team Championship - avec Dr. Wagner, Jr.
  - Best of the Super Juniors (1999)[4]
  - Young Lion Cup (1996)[5]

- Pro Wrestling Illustrated
  - Classé 83e au PWI 500 parmi les 500 meilleurs catcheurs en 2003[6]

- Ring of Honor
  - Best of American Super Juniors (2005)

## Récompenses des magazines
- Pro Wrestling Illustrated

| Année | 1998 | 1999 | 2000 | 2001 | 2002 | 2003 |
| ----- | ---- | ---- | ---- | ---- | ---- | ---- |
| Rang  | 104  | 55   | 115  | 162  | 22   | 83   |